# Nicolás Avellaneda (calciatore)
Nicolás Gastón Avellaneda (23 febbraio 1993) è un calciatore argentino, portiere del Chacarita Juniors.

## Carriera
Cresciuto nelle giovanili del Lanús, nel 2013 è aggregato per la prima volta alla prima squadra, andando in panchina per la sfida del 19 giugno contro l'Estudiantes (LP). Sino alla fine del 2017 compare altre 25 volte come portiere di riserva.
Il 21 gennaio 2018 si trasferisce in prestito al Defensa y Justicia, con cui esordisce il 5 maggio alla penultima giornata di Primera División contro il Newell's Old Boys.